# بعدازظهر یک فان (نیژینسکی)
بعدازظهر یک فان (فرانسوی: L'Après-midi d'un faune‎) با رقص‌پردازی واتسلاو نیژینسکی برای باله روس بود و برای اولین بار در ۲۹ مه ۱۹۱۲ در تئاتر دو شتله اجرا شد. نیژینسکی خودش به عنوان نقش اول می‌رقصید و برای موسیقی، از اثر کلود دبوسی بهره می‌برد. هم موسیقی و هم باله نیژینسکی، از شعر استفان مالارمه الهام گرفته بودند. طراحی لباس و صحنه به عهده نقاشی به نام لئون باکست بود.